# Кеплер Орельяна
Кеплер Орельяна (ісп. Kepler Orellana; нар. 8 жовтня 1977) — колишній венесуельський тенісист.
Найвищу одиночну позицію світового рейтингу — 304 місце досяг 7 червня 1999, парну — 256 місце — 14 червня 1999 року.

## ATP Челленджер і ITF Ф'ючерс

### Одиночний розряд Титули (6)
| Легенда               |
| Серія ATP Челленджер  |
| Серія ITF Ф'ючерс (6) |

| Ранг | Дата              | Турнір          | Покриття | Суперник                   | Рахунок       |
| 1.   | 23 листопада 1998 | Тусон (Аризона) | Тверде   | Александер Попп            | 6–3, 4–6, 6–0 |
| 2.   | 12 листопада 2001 | Кюрасао         | Тверде   | Антоніо Бальдельйоу-Естева | 6–3, 6–2      |
| 3.   | 8 квітня 2002     | Кінгстон        | Тверде   | Роман Валент               | 6–2, 6–4      |
| 4.   | 13 травня 2002    | Монтего-Бей     | Тверде   | Люк Сміт                   | 7–5, 4–6, 7–5 |
| 5.   | 8 вересня 2003    | Монтего-Бей     | Тверде   | Якоб Адактуссон            | 6–3, 6–4      |
| 6.   | 20 жовтня 2003    | Монтего-Бей     | Тверде   | Лусіано Вітулло            | 6–3, 6–1      |